# Brugwachtershuis (gebouw)

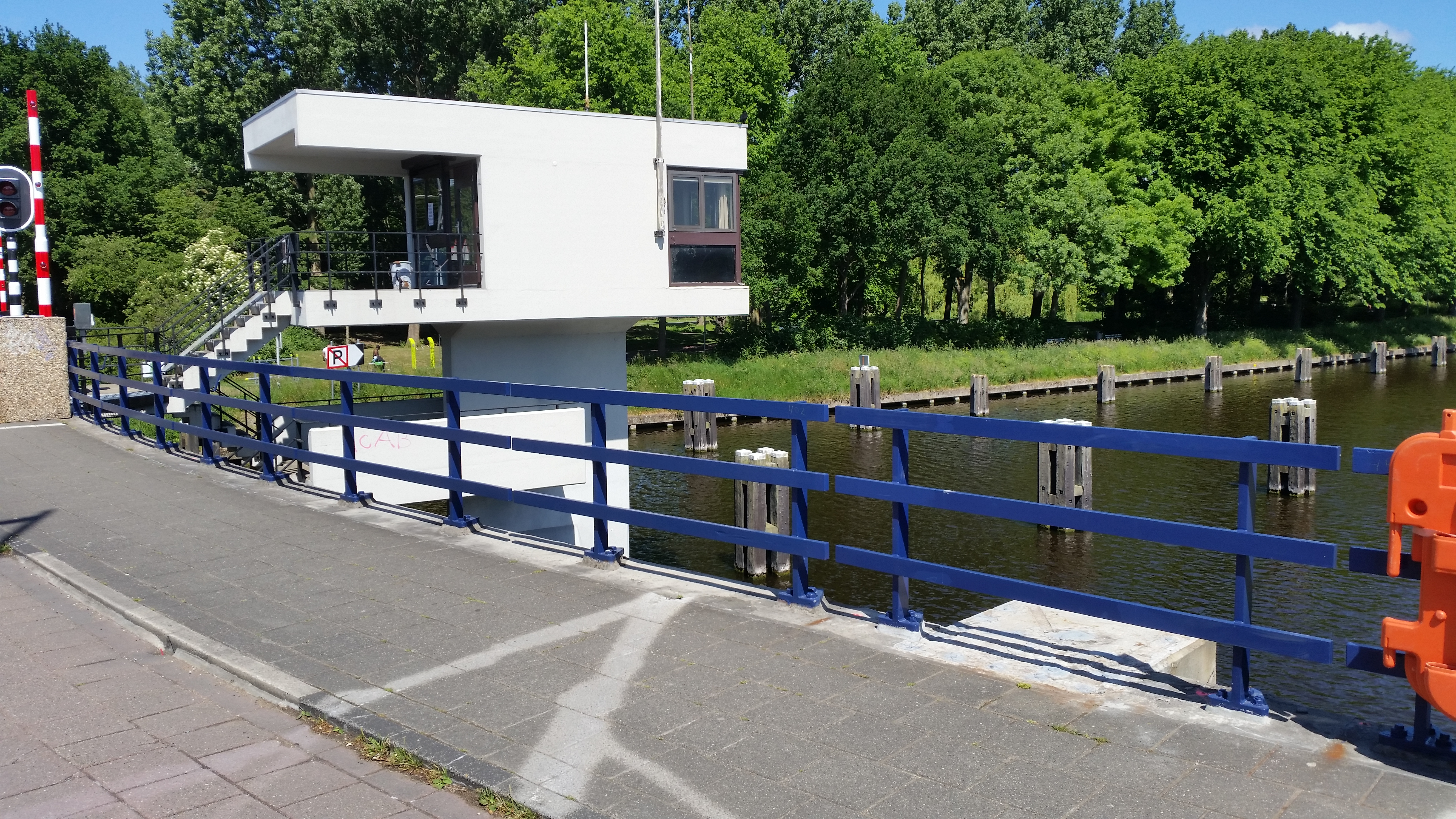
Een modern brugwachtershuis, Brug 491 in Amsterdam

Een brugwachtershuis is een relatief klein gebouwtje en is de werkplek voor een brugwachter die belast is met het bedienen van een beweegbare brug. De bediening van de brug en slagbomen vindt vaak plaats vanuit het huisje, maar soms buiten het huisje. Als de brug niet geopend hoeft te worden geeft het een werkplek aan de brugwachter die daar soms ook andere voorkomende werkzaamheden kan verrichten. Er zijn verschillende soorten brugwachtershuisjes van groot tot klein, waarvan sommige een monumentale status bezitten,  maar andere heel modern zijn. Niet alle beweegbare bruggen hebben een brugwachtershuisje, maar worden ter plekke bediend, al dan niet op afroep, waarbij een brugwachter voor meerdere bruggen verantwoordelijk is.
Tegenwoordig worden veel bruggen echter op afstand bediend met behulp van camera's waardoor één brugwachter meerdere bruggen kan bedienen. Hierdoor zijn veel brugwachtershuisjes overbodig geworden en verdwenen, bleven leeg staan of kregen een andere bestemming. In bijvoorbeeld Amsterdam werden 28 overbodig geworden brugwachtershuisjes getransformeerd in een kleine hotelkamer voor twee personen.